# Taskforce DeeltijdPlus
De Taskforce DeeltijdPlus is een Nederlandse organisatie die zich ervoor inzet dat vrouwen met deeltijdbanen meer uren gaan werken.
Tot de oprichting van de Taskforce DeeltijdPlus werd besloten op de Participatietop in 2007, waaraan vertegenwoordigers van werkgevers, werknemers en de overheid deelnamen.
Op 8 april 2008 ging de Taskforce van start. Voorzitter is televisiepresentatrice Pia Dijkstra. Verder bestaat de werkgroep uit onder anderen Désirée van Gorp (Nijenrode), Judith Ploegman (FNV) en Martijn de Wildt (directeur Qidos).